# Gespunsart
Gespunsart is een gemeente in het Franse departement Ardennes (regio Grand Est). De plaats maakt deel uit van het arrondissement Charleville-Mézières. Deze plaats is gelegen in de vallei van de Goutelle, een zijrivier van de Maas. Gespunsart telde op 1 januari 2022 969 inwoners.
Nadat begin 2015 het kanton Nouzonville werd opgeheven werd Gespunsart bij het kanton Villers-Semeuse gevoegd.

## Geografie
De oppervlakte van Gespunsart bedroeg op 1 januari 2022 21,02 vierkante kilometer; de bevolkingsdichtheid was toen 46,1 inwoners per km².
De onderstaande kaart toont de ligging van Gespunsart met de belangrijkste infrastructuur en aangrenzende gemeenten.

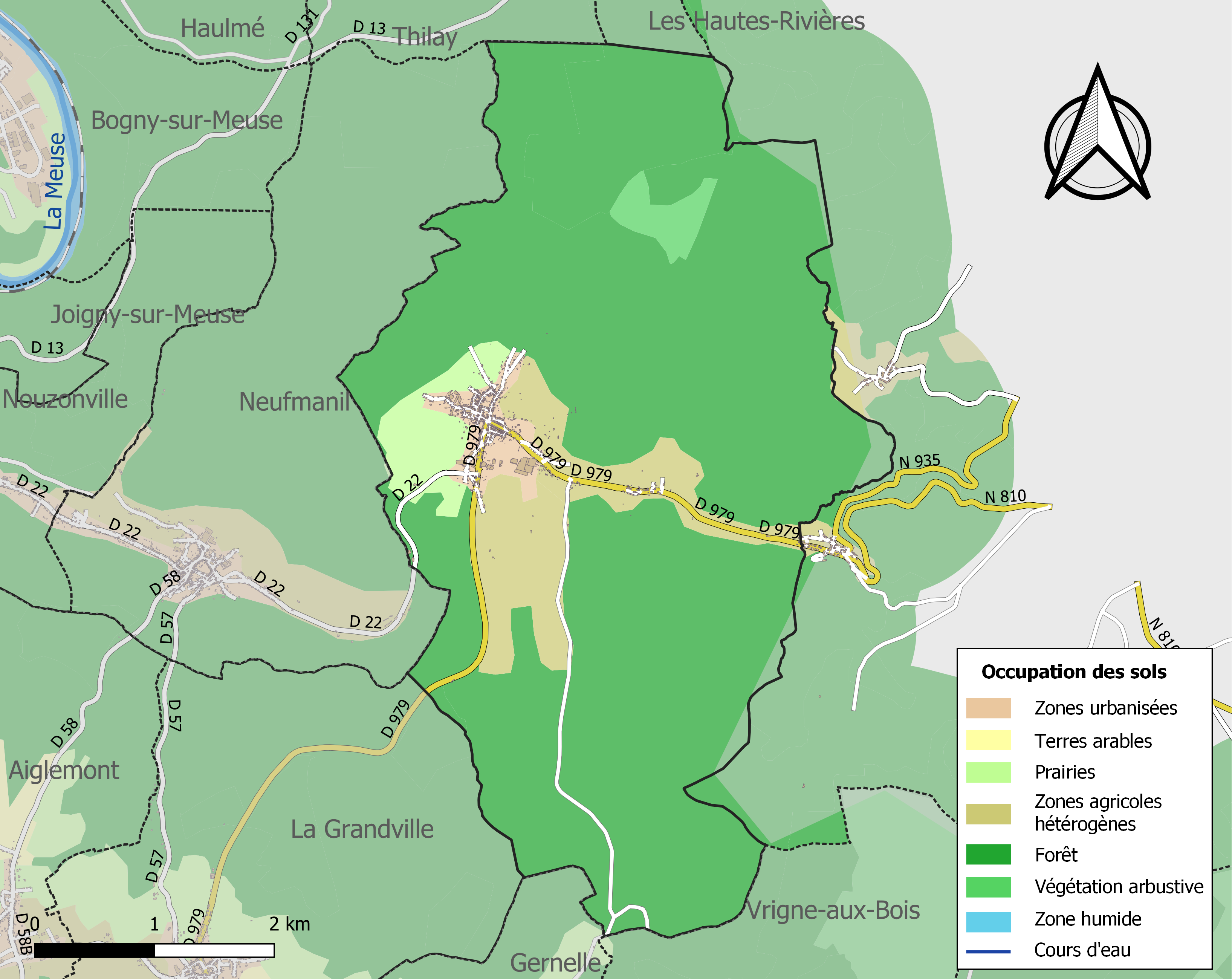

## Transport

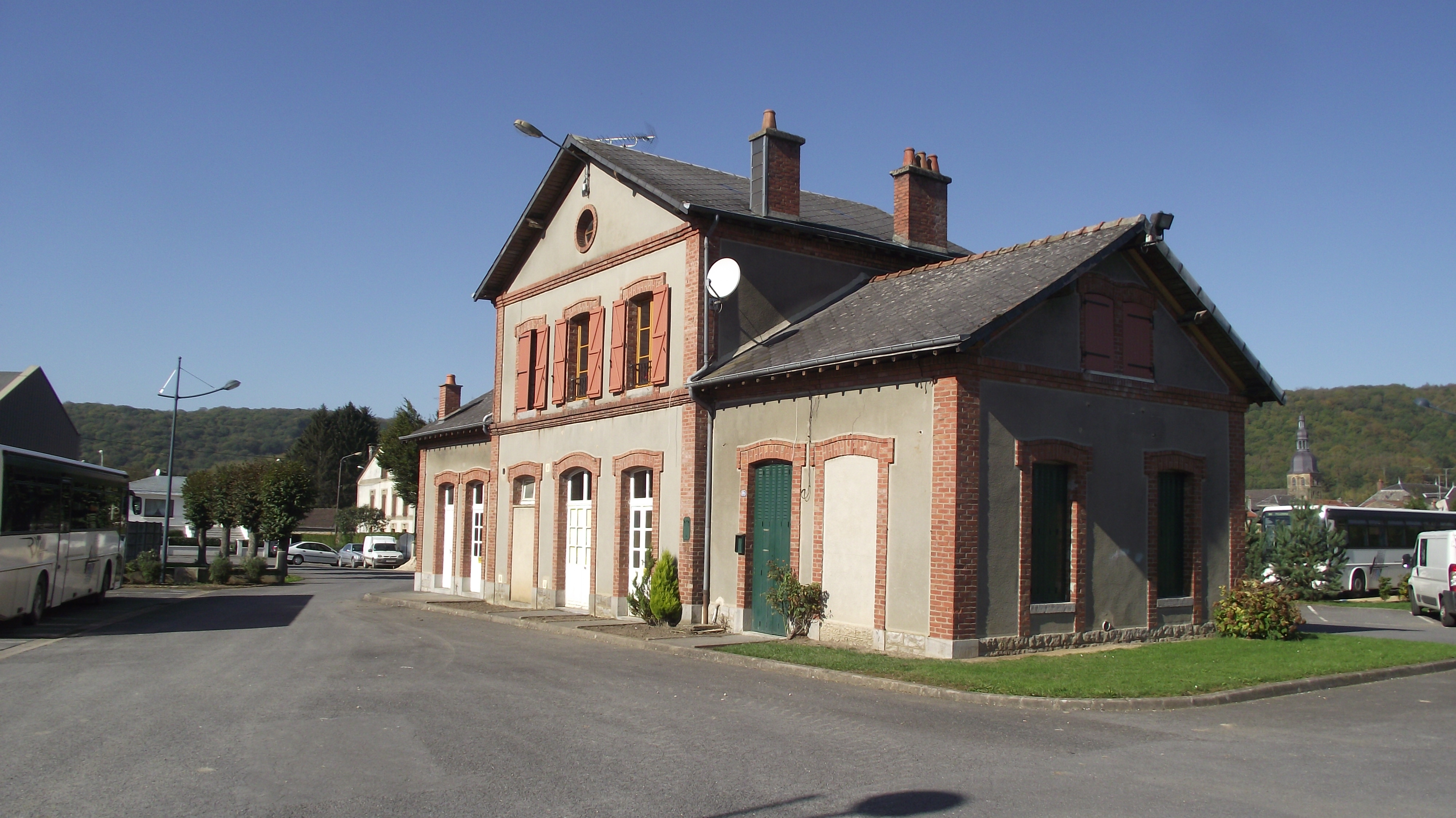
Vroegere stationsgebouw

Het dorp wordt bediend door de departementale weg D979 (Charleville-Mézières - Pussemange) en de lokale weg D22 naar Nouzonville. Vroeger heeft hier de metersporige buurtspoorweg gereden van de CFDA van Nouzonville tot Pussemange in België. In Pussemange vanwaar was er een aansluiting op de buurtspoorweg naar Bouillon. Het dorp heeft diverse industrieën die vroeger op dit spoornet aangesloten waren.

## Demografie
Onderstaande figuur toont het verloop van het inwonertal (bron: INSEE-tellingen).

Vanwege een beveiligingsprobleem met de MediaWiki Graph-software is het momenteel niet mogelijk deze grafiek weer te geven. Zodra de software is bijgewerkt zal de grafiek vanzelf weer zichtbaar worden.